# Hymeniacidon glabrata
Hymeniacidon glabrata är en svampdjursart som beskrevs av Burton 1954. Hymeniacidon glabrata ingår i släktet Hymeniacidon och familjen Halichondriidae.
Artens utbredningsområde är Belize. Inga underarter finns listade i Catalogue of Life.